# Plage de la Concha
La plage de la Concha (Kontxa hondartza en basque, playa de la Concha en espagnol) est une plage située sur la côte basque dans la baie de la Concha, dans la ville de Saint-Sébastien (Espagne).

## Description
Placée à l'ouest de l'embouchure de la rivière Urumea, séparée de ce dernier par le mont Urgull et le centre-ville et logée dans la baie de la Concha, elle a une longueur moyenne de 1 350 m, une largeur moyenne de 40 m et une surface moyenne de 54 000 m2.
C'est une plage de substrat sablonneux et peu profonde, dans laquelle le parcours des marées limite souvent la surface utile pour son utilisation. On peut la considérer comme une plage d'environnement urbain et d'utilisation massive. Les accès piétonniers sont bons, ainsi que les transports publics et les stationnements souterrains.